# Radclyffe Hall
Radclyffe Hall (Bournemouth, 12 de agosto de 1880 - Londres, 7 de outubro de 1943), nascida Marguerite Radclyffe-Hall, foi uma poetisa e romancista inglesa, melhor conhecida por seu clássico da ficção romance lésbico The Well of Loneliness.

## Romances
O primeiro romance de Radclyffe Hall foi The Unlit Lamp, a história de Joan Ogden, uma jovem que sonha em construir uma casa em Londres com sua amiga Elizabeth e se tornar médica. A personagem fictícia Joan Ogden se sente presa por sua mãe ardilosa, de quem é emocionalmente dependente. Seu segundo romance, The Forge, foi uma comédia social. O romance entrou na lista do John O'London's Weekly.
Seguiu-se outro romance, A Saturday Life, em 1925, e depois o romance Adam's Breed em 1926. Este romance descreve um chefe de mesa italiano que está insatisfeito com seu trabalho, rompe as amarras e se torna um eremita na floresta. Os temas místicos deste romance foram comparados ao romance Siddhartha de Hermann Hesse. O romance vendeu muito bem, foi aclamado pela crítica na Inglaterra e ganhou o Prix Femina e o James Tait Black Memorial Prize. Apenas o romance de Edward Morgan Forster, A Passage to India, havia alcançado anteriormente esta dupla honra literária.
Após Adam's Breed, Radclyffe Hall escreveu seu romance mais conhecido, The Well of Loneliness, que foi publicado em 1928. O romance é sobre o personagem fictício Stephen Gordon, uma lésbica masculina. O romance conseguiu apresentar o amor lésbico em verdade natural para sua época em Londres e aumentou a tolerância social na Inglaterra. Embora The Well of Loneliness não tenha conteúdo explicitamente sexual, o romance foi objeto de uma audiência judicial por "obscenidade". O veredicto ordenou a destruição de todas as cópias do romance. Nos Estados Unidos da América, o romance só foi autorizado a aparecer após um longo processo judicial. A novela está sendo publicado pela Virago Press no Reino Unido e pela Anchor Press nos Estados Unidos.
Durante as controvérsias judiciais e sociais em torno de seu livro The Well of Loneliness, uma paródia anônima intitulada The Sink of Solitude apareceu. Os principais alvos da paródia foram James Douglas, que havia pedido que o romance fosse censurado, e o secretário do Interior William Joynson-Hicks, que havia buscado o julgamento. Mas a própria Radclyffe Hall e seu livro também foram atacados nele: uma das ilustrações mostrava Radclyffe Hall pregado em uma cruz. Esses ataques a assustaram, mas a levaram à determinação de escrever seu próximo romance sobre um tema religioso. O romance foi intitulado The Master of the House. As vendas iniciais do livro foram tremendas, e o romance alcançou o primeiro lugar na lista de best-sellers do The Observer. Mas o romance recebeu críticas ruins em várias revistas importantes e as vendas posteriores do romance vacilaram. Nos Estados Unidos, os críticos literários o trataram com mais gentileza, mas logo após sua publicação nos Estados Unidos, as cópias do romance ficaram indisponíveis devido à falência da editora. Os direitos do romance nos Estados Unidos foram vendidos para Hoghton Mifflin, mas enquanto isso, com o passar do tempo antes da reimpressão, o momento promissor da venda foi perdido.

## Publicações

### Romances
- The Forge (1924)
- The Unlit Lamp (1924)
- A Saturday Life (1925)
- Adam's Breed (1926)
- Miss Ogilvy Finds Herself (1926) - contos
- The Well of Loneliness (1928)
- The Master of the House (1932)
- The Sixth Beatitude (William Heineman Ltd, London, 1936)

### Poemas
- Dedicated to Sir Arthur Sullivan (Inglaterra: s.n., 1894)
- Twixt Earth and Stars (Londres: John e Edward Bumpus Ltd., 1906)
- A Sheaf of Verses : Poems (Londres: J. e E. Bumpus, 1908)
- Poems of the Past & Present (Londres: Chapman And Hall, 1910)
- Songs of Three Counties and Other Poems (Londres: Chapman & Hall, 1913)
- The Forgotten Island (Londres: Chapman & Hall, 1915)
- Rhymes and Rhythms (Milão, 1948)